# Chaîne des Puys
Chaîne des Puys je lanac vulkanskih kupola,  i maarova u francuskom Središnjem masivu. Dug je oko 40 km i sadrži 48 stožastih brda, 8 vulkanskih kupola i 15 maarova i erupcijskih kratera. Najviša točka mu je 1.465 m visok ugasli vulkan Puy de Dôme koji se nalazi u sredini lanca. Lanac uključuje i dugi rasjed Limagne i izvrnuti reljef Montagne de la Serre. Ime mu dolazi od francuskog naziva za vulkansku planinu oblog profila - puy (starofrancuski jezik: „uzvisina”). Chaîne des Puys je reprezentativni dio Zapadnoeuropskog rasjeda koji je nastao nakon formacije Alpa prije 35 milijuna godina. Geološke odlike ove skupine su primjer kako kontinentalna kora puca, potom se urušava, dopuštajući magmi iz dubine da potakne uzdizanje površine. Smatra se da je posljednja vulkanska erupcija ovih vulkana bila oko 4040. pr. Kr. (± 150 godina).
God. 2018., Chaîne des Puys upisan je na UNESCO-ov popis mjesta svjetske baštine u Europi kao „izvanredan primjer kontinentalnog rasjeda koji je jedan od pet glavnih faza tektonike ploča”

## Povijest i odlike
Chaîne des Puys se počeo formirati prije oko 95.000 godina, a vulkanska aktivnost koja je stvorila ovo gorje je prestala prije oko 10.000 godina. Većina stožaca je nastala „strombolijskim erupcijama” i obično imaju jako izražene kratere na vrhu. Neki imaju kratere u obliku gnijezda, dok ostali imaju slomljene rubove kratera kroz koje je lava protjecala.
Nasuprot tomu, Puy de Dôme je nastao „pelejskom erupcijom” koja se odlikuje dugim razdobljima mirovanja koji su isprekidani iznenadnim i iznimno nasilnim erupcijama.
Ovo gorje je jako važno za razvoj vulkanologije jer je bilo prvo mjesto koje je od 1820-ih istraživao engleski geolog George Julius Poulett Scrope. On je 1827. godine objavio svoj klasični rad „Memoari o geologiji središnje Francuske, uključujući vulkansko formiranje Auvergnea, Velaya i Vivaraisa”, koje je kasnije dopunjeno i izdano u popularnijem djelu, „Geologija i ugasli vulkani središnje Francuske” 1858. god. Ova djela su bili prvi objavljeni opisi gorja Chaîne des Puys i njegova analiza je udarila temelje mnogim osnovnim načelima vulkanologije.
- Karta reljefa
- Pogled na Chaîne des Puys s Puy de Dômea
- Puy de Dôme sa zapada
- Pogled iz zraka na jugoistočni obronak Puy de Cômea
- Maar Gour de Tazenat

## Vanjske poveznice
- Chaîne des Puys, Global Volcanism Program, Smithsonian Institution (engl.)
- Parc naturel régional des volcans d'Auvergne, službene stranice Parka prirode vulkana Auvergne (fr.)